# A Wild Goose Chase
A Wild Goose Chase er en amerikansk stumfilm fra 1919 af Harry Beaumont.

## Medvirkende
- Hazel Daly som Margaret Sherwood
- Sidney Ainsworth
- Chester Barnett
- Matt Moore